# Интернализм
Интернализм (от лат. internus — внутренний) — методологическое направление в истории и философии науки, признающее движущей силой развития науки внутренние, интеллектуальные (философские, собственно научные) факторы. Возник в конце 1930-х годов как реакция на экстернализм.
Интернализм рассматривает в качестве основной движущей силы развития науки внутренние факторы: объективную логику возникновения и решения проблем, эволюцию интеллектуальных традиций и исследовательских программ. Данное течение представлено в трудах историков науки А. Койре, А. Р. Холла, Г. Герлака и др.